# Neosartorya tatenoi
Neosartorya tatenoi är en svampart som beskrevs av Y. Horie, Miyaji, Koji Yokoy., Udagawa & Camp.-Takagi 1992. Neosartorya tatenoi ingår i släktet Neosartorya och familjen Trichocomaceae.   Inga underarter finns listade i Catalogue of Life.